# Балов, Мухадин Фицевич
Мухадин Фицевич Балов (25 декабря 1923, село Кенже, Кабардино-Балкарская АО — 1984, Нальчик) — кабардинский композитор, первым положивший народную адыгскую музыку на ноты.

## Биография
Мухадин Балов родился 25 декабря 1923 года в селении Кенже Кабардино-Балкарской АССР.
В 1946—50 учился в Ленинградской консерватории по классу композиции (руководитель — Ю. В. Кочуров).
В разные годы преподавал в Музыкальной школе Нальчика, был дирижёром городского духового оркестра.
Создал первую кабардинскую национальную оперу — «Мадина» (совм. с X. Я. Кардановым, 1970, Муз. театр, Нальчик).

## Сочинения
- Оратория «Песни моей Родины» (1967);
- Реквием (1965);
- для орк. — симфония (1968);
- Симфониетта (1966);
- 4 сюиты — «Кызбурун» (1959); «Канамат и Касбулат» (1961); Пионерская сюита (1964); Пионерская сюита (1964);
- опера "Мадина" в соавторстве с Хасаном Кардановым (1973);
- оперетта "Свадьба Шамхуна" (1973);
- Поэмы «Кабардино-Балкария» (1963), «В степи Донской» (1964), «Вечно живые» (1965), «Красные джигиты» (1970);
- для струн. квартета — 8 пьес (1958); для дух. оpк. — марши, пьесы;
- для ф-п. — пьесы; хоры; для голоса с ф-п. — романсы, песни (около 200); музыка к спектаклям;
- для дет. хора и солиста — сюита «Мы будем жить в коммунизме» (1963);
- марши и пьесы для духового оркестра, романсы, песни.